# Ernst Hložek
Arnošt Hložek, noto come Ernst Hložek (Bratislava, 11 dicembre 1929 – Bratislava, 19 dicembre 2013), è stato un calciatore e allenatore di calcio cecoslovacco, dal 1993 cittadino slovacco, di ruolo difensore.

## Palmarès

### Giocatore

#### Club

##### Competizioni nazionali
- Campionato cecoslovacco: 4

Slovan Bratislava: 1949, 1950, 1951
Inter Bratislava: 1958-1959

### Allenatore

#### Club

##### Competizioni nazionali
- Coppa d'Austria: 1

Rapid Vienna: 1971-1972
- Coppa di Slovacchia: 1

Inter Bratislava: 1983-1984

##### Competizioni internazionali
- Coppa Piano Karl Rappan: 3

Inter Bratislava: 1962-1963, 1963-1964, 1976